# Rescue Heroes - Squadra soccorso
Rescue Heroes - Squadra soccorso (Rescue Heroes) è una serie televisiva animata canadese prodotta da Nelvana e basata sull'omonima linea di giocattoli. Il cartone mostra le avventure di una squadra di soccorso che salva le persone da vari disastri ambientali.
In patria fu trasmessa su Teletoon dal 2 ottobre 1999 al 18 dicembre 2002 per un totale di 39 episodi divisi in tre stagioni mentre in Italia arrivò solo la prima stagione che andò in onda per la prima volta su Italia 1 dal 18 dicembre 2002 al 16 marzo 2003 per poi tornare un'ultima volta in onda su Boing dal 21 novembre 2004. La sigla italiana è Rescue Heroes - Squadra soccorso, musica di Max Longhi e Giorgio Vanni, testo di Alessandra Valeri Manera, cantata da Giorgio Vanni.
Nel 2003 venne prodotto anche un film d'animazione in CGI direct-to-video dal titolo Rescue Heroes: The Movie, quest'ultimo è inedito in Italia. Il lungometraggio funge da epilogo alla serie animata.

## Trama
Rescue Heroes - Squadra soccorso ha come protagonisti una squadra di soccorso che mira a salvare la vita delle persone di tutto il mondo da disastri naturali e causati dall'uomo.
Il quartier generale, noto come centro di comando di azione in montagna, è il luogo in cui risiedono il caposquadra Billy Blazes, insieme ai suoi amici e colleghi Wendy Waters, Jake Justice, Jack Hammer, Ariel Flyer e Rocky Canyon. La richieste di aiuto arrivano al centro di comando tramite Warren Waters, il direttore e capo spedizioniere dei Rescue Heroes.
La serie animata mira a mostrare come gestire le situazioni di emergenza, nonché come affrontare questioni personali, come i disaccordi e i litigi. Alla fine della maggior parte degli episodi, i Rescue Heroes danno consigli sulla sicurezza e discutono su come gestire il problema presentato nell'episodio. Solitamente le puntate si concludono con il motto "Pensa come un Rescue Hero, pensa in sicurezza".

## Personaggi
Billy Blazes
Doppiato da: Norm Spencer (ed. inglese), Stefano Albertini (ed. italiana)
Billy è un vigile del fuoco canadese proveniente dal Quebec nonché leader dei Rescue Heroes che ha aiutato a scegliere gli altri membri che avrebbero fatto parte della squadra. Ha un fratello minore di nome Bobby, oltre a un padre. Billy ha avuto una relazione difficile proprio con quest'ultimo dato che Bobby aveva scelto di diventare un vigile del fuoco come Billy invece di intraprendere la carriera di operaio edile come suo padre. Nell'episodio  Flashback to Danger viene rivelato che Billy è stato scelto per essere un Rescue Hero dopo aver salvato un gruppo di bambini intrappolati in un carro di carnevale che era stato dato alle fiamme.
Wendy Waters
Doppiata da: Lenore Zann (ed. inglese), Daniela Fava (ed. italiana)
Wendy è una vigile del fuoco ed è la seconda in comando della squadra. Suo padre, Warren, è anche lui un Rescue Hero che lavora in una stazione spaziale. Wendy è poi diventata un membro dei Rescue Heroes dopo aver appreso da un notiziario che una fabbrica era stata data alle fiamme ed era riuscita a salvare le persone al suo interno.
Jake Justice
Doppiato da: Martin Roach (ed. inglese), Claudio Moneta (ed. italiana)
Jake è un agente di polizia che è stato scelto per far parte dei Rescue Heroes dopo aver arrestato un criminale ricercato durante un inseguimento in macchina che è stato ripreso in televisione e che ha fatto notizia a livello nazionale. Nel revival viene rivelato che ha una figlia di nome Sky Justice.
Richmond "Rocky" Canyon
Doppiato da: Joseph Motiki (ed. inglese), Patrizio Prata (ed. italiana)
Rocky è uno specialista dell'alpinismo nonché il membro più giovane dei Rescue Heroes. In un'occasione Billy aveva preso in considerazione l'idea di lasciare la squadra, ma grazie a un filmato di Rocky, è riuscito a convincerlo a restare con loro. Successivamente Billy rinuncerà all'idea di assumere Rocky. Nell'episodio La furia della natura viene rivelato che la sua città natale è Oklahoma e che suo padre è morto.
Ariel Flyer
Doppiata da: Lisa Messinger (st. 1), Deborah Odell (st. 2-3) (ed. inglese)
Ariel è una specialista bilingue di volo e della fauna selvatica, un tempo pilota acrobatica che aveva una rivale di nome Avery Ator. Tuttavia la mancanza di buon senso per la sicurezza di Avery ha portato Ariel a salvarla in due differenti occasioni.
Jack Hammer
Doppiato da: Rod Wilson (ed. inglese)
Jack è un operaio edile originario del Texas che in passato fu assunto come appaltatore per costruire la base operativa dei Rescue Heroes e in quel periodo riuscì a salvare un collega operaio da un incidente con una gru. Visto il suo coraggio, gli venne offerta l'opportunità di entrare a fare parte dei Rescue Heroes. Jack ha una sorella minore di nome Jill, che fa è un membro dei vigili del fuoco del Texas.
Cliff Hanger
Doppiato da: Adrian Hough (ed. inglese)
Operatore del Birdwing e del deltaplano.
Gil Gripper
Doppiato da: Paul Essiembre (ed. inglese)
Operatore subacqueo e delle moto d'acqua.
Roger Houston
Doppiato da: Christopher Earle (ed. inglese)
Astronauta e addetto alle comunicazioni.
Warren Waters
Doppiato da: John Bourgeois (ed. inglese)
Direttore e capo spedizioniere nonché padre di Wendy.

## Episodi
I titoli degli episodi della seconda e della terza stagione sono traduzioni letterali di quelli originali in quanto inedite in Italia.

### Pilota
Prima della serie animata fu realizzato un episodio pilota, il quale non è mai stato trasmesso in televisione ma è stato pubblicato in Canada il 7 aprile 1998 direttamente in VHS.
Anche in Italia l'episodio è uscito direttamente in VHS ma presenta un cast di doppiatori differente da quello della serie televisiva.
| nº     | Titolo italiano  | Titolo inglese | Prima visione USA | Prima visione Italia |
| ------ | ---------------- | -------------- | ----------------- | -------------------- |
| Pilota | Allarme vulcano! | Lava Alarm     | 7 aprile 1998     |                      |

### Stagione 1
| nº | Titolo italiano                   | Titolo inglese                    | Prima TV USA     | Prima TV Italia  |
| -- | --------------------------------- | --------------------------------- | ---------------- | ---------------- |
| 1  | Pericolo sulla vetta              | Peril on the Peaks                | 2 ottobre 1999   | 22 dicembre 2002 |
| 2  | Nino, i guardiani del vulcano     | El Niño                           | 9 ottobre 1999   | 29 dicembre 2002 |
| 3  | Paura degli abissi                | Tidal Wave                        | 16 ottobre 1999  | 5 gennaio 2003   |
| 4  | La furia della natura             | Twister                           | 23 ottobre 1999  | 12 gennaio 2003  |
| 5  | Una tempesta magnetica            | Electrical Storm                  | 6 novembre 1999  | 19 gennaio 2003  |
| 6  | Una scelta difficile              | Meteor                            | 13 novembre 1999 | 26 gennaio 2003  |
| 7  | Salvate le balene                 | Arctic Spill                      | 20 novembre 1999 | 2 febbraio 2003  |
| 8  | Aiuto reciproco                   | When it Rains, it Pours           | 4 dicembre 1999  | 9 febbraio 2003  |
| 9  | Il risveglio del vulcano          | Four Alarm Fire and Brimstone     | 15 gennaio 2000  | 16 febbraio 2003 |
| 10 | Terremoto nelle grotte            | Cave In                           | 11 dicembre 1999 | 23 febbraio 2003 |
| 11 | Due fratelli contro il fuoco      | The Fire of Field 13              | 18 dicembre 1999 | 2 marzo 2003     |
| 12 | La tempesta del secolo - I parte  | Storm of the Century, Episode One | 22 gennaio 2000  | 9 marzo 2003     |
| 13 | La tempesta del secolo - II parte | Storm of the Century, Episode Two | 29 gennaio 2000  | 16 marzo 2003    |

### Stagione 2
| nº   | Titolo italiano              | Titolo inglese                 | Prima TV USA      |
| ---- | ---------------------------- | ------------------------------ | ----------------- |
| 14a. | Macchia d'olio               | Wildfire                       | 21 luglio 2001    |
| 14b. | Il muro bianco del terrore   | White Wall of Terror           | 21 luglio 2001    |
| 15a. | Rock Star sulle rocce        | Rock Star on the Rocks         | 28 luglio 2001    |
| 15b. | Ultima fermata - Disastro    | Last Stop - Disaster           | 28 luglio 2001    |
| 16a. | Houston, abbiamo un problema | Houston, We Have a Problem     | 4 agosto 2001     |
| 16b. | Intrappolati sotto il mare   | Trapped Beneath the Sea        | 4 agosto 2001     |
| 17a. | Incubo subacqueo             | Underwater Nightmare           | 11 agosto 2001    |
| 17b. | L'occhio del ciclone         | Eye of the Storm               | 11 agosto 2001    |
| 18a. | Alta ansia                   | High Anxiety                   | 18 agosto 2001    |
| 18b. | La catastrofe del canyon     | Canyon Catastrophe             | 18 agosto 2001    |
| 19a. | Caos nella nebbia            | Mayhem In The Mist             | 25 agosto 2001    |
| 19b. | Fratello esplosivo           | Sibling Blowout                | 25 agosto 2001    |
| 20   | Saltatori di fumo            | Smokejumpers                   | 1º settembre 2001 |
| 21a. | Il confine del disastro      | Edge of Disaster               | 26 settembre 2001 |
| 21b. | Inondazione di paura         | Flood of Fear                  | 26 settembre 2001 |
| 22a. | Ciclone estivo               | Summertime Twister             | 24 ottobre 2001   |
| 22b. | Il campionato agghiacciante  | The Chilling Championship      | 24 ottobre 2001   |
| 23   | Flashback al pericolo        | Flashback to Danger            | 7 novembre 2001   |
| 24a. | La marea dell'orgoglio       | Tidal Wave of Pride            | 14 novembre 2001  |
| 24b. | L'avventura di una balena    | A Whale of an Adventure        | 14 novembre 2001  |
| 25a. | Scuotersi nella giungla      | Shake Up in the Jungle         | 21 novembre 2001  |
| 25b. | Luci, camera, - Distruzione! | Lights, Camera, - Destruction! | 21 novembre 2001  |
| 26a. | Robot di salvataggio         | Rescue Robots                  | 28 novembre 2001  |
| 26b. | Corsa al traguardo           | Race to the Finish             | 28 novembre 2001  |

### Stagione 3
| nº   | Titolo italiano                    | Titolo inglese          | Prima TV USA      |
| ---- | ---------------------------------- | ----------------------- | ----------------- |
| 27   | Eroi                               | Heroes                  | 11 settembre 2002 |
| 28a. | Corsa definitiva                   | Ultimate Ride           | 18 settembre 2002 |
| 28b. | L'ultimo eroe del salvataggio      | The Newest Rescue Hero  | 18 settembre 2002 |
| 29a. | Blackout                           | Blackout                | 25 settembre 2002 |
| 29b. | Fuoco sotto fuoco                  | Fire Down Under         | 25 settembre 2002 |
| 30a. | Su, su e oh-oh                     | Up, Up and Uh-Oh        | 2 ottobre 2002    |
| 30b. | Differenze focose                  | Fiery Differences       | 2 ottobre 2002    |
| 31a. | Sul ghiaccio sottile               | On Thin Ice             | 23 ottobre 2002   |
| 31b. | Pericolo in Perù                   | Peril in Peru           | 23 ottobre 2002   |
| 32   | Al posto di guida                  | In the Driver's Seat    | 30 ottobre 2002   |
| 33a. | Per il meglio o per la maledizione | For Better or Curse     | 6 novembre 2002   |
| 33b. | Vita da pipistrello                | Bat's Life              | 6 novembre 2002   |
| 34a. | L'eroe del salvataggio reale       | The Royal Rescue Hero   | 13 novembre 2002  |
| 34b. | Amici del brutto tempo             | Foul Weather Friends    | 13 novembre 2002  |
| 35   | Scuotimi quando sarà finito        | Quake Me When it's Over | 20 novembre 2002  |
| 36a. | Roccia e un posto difficile        | Rock and a Hard Place   | 27 novembre 2002  |
| 36b. | Naviga nel pericolo                | Cruise into Danger      | 27 novembre 2002  |
| 37a  | Non su questo pianeta              | Not on This Planet      | 4 dicembre 2002   |
| 37b. | Visione a tunnel                   | Tunnel Vision           | 4 dicembre 2002   |
| 38   | Solo per le vacanze                | Alone for the Holidays  | 11 dicembre 2002  |
| 39a. | Vai col vento                      | Going with the Wind     | 18 dicembre 2002  |
| 39b. | Un ponte troppo fragile            | A Bridge Too Frail      | 18 dicembre 2002  |

## Revival
Il 16 aprile 2019 Fisher-Price ha pubblicato un revival di Rescue Heroes composto da 14 episodi in esclusiva per YouTube. Ogni episodio dura 5 minuti ed è stato caricato sul canale YouTube ufficiale di Fisher-Price. Il revival ha introdotto diversi nuovi personaggi pur mantenendone due già visti della serie originale, ovvero Billy Blazes e Rocky Canyon.

### Personaggi
Billy Blazes
Doppiato da: Jason Paquettee
Il caposquadra dei Rescue Heroes. È originario del Quebec.
Carlos Kitbash
Doppiato da: Patrick Pedraza
Un cadetto di soccorso che è anche un meccanico, è originario di Cuba.
Forrest Fuego
Doppiato da: Giorgio Cavalli
Un cadetto dei vigili del fuoco proveniente dalla Colombia. Il suo sport preferito è il calcio.
Reed Vitals
Doppiato da: Peter Kim
Un cadetto di soccorso medico proveniente dalla Corea del Sud.
Richmond "Rocky" Canyon
Doppiato da: Wellington Saygbay
Rock è uno specialista dell'alpinismo nonché Rescue Hero alpino.
Sandy O'Shin
Doppiata da: Stephanie McKeon Riabko
Una cadetta di salvataggio in acqua proveniente dall'Irlanda.
Sky Justice
Doppiata da: Nzinga Blake
Una cadetta del soccorso aereo proveniente dalla Nigeria; è la figlia dell'ex membro dei Rescue Heroes, Jake Justice.
Al Valanche
Uno snowboarder esperto proveniente dalla Francia. Ha una lince come animale domestico chiamata Claws.
A.R.I.N
Doppiata da: Katherin Kennard
L'intelligenza artificiale dei Rescue Heroes che affida loro le missioni da svolgere.

### Episodi
Dato che la serie è inedita in Italia, i titoli degli episodi sono traduzioni letterali degli originali.
| nº | Titolo italiano                        | Titolo inglese            | Prima visione USA |
| -- | -------------------------------------- | ------------------------- | ----------------- |
| 1  | Terremoto in Africa                    | Earthquake in Africa      | 16 aprile 2019    |
| 2  | Il sub nelle profondità                | Sub Down Under            | 16 aprile 2019    |
| 3  | Tornado di fuoco                       | Tornado of Fire           | 16 aprile 2019    |
| 4  | La gigantesca grande onda              | The Great Big Wave        | 16 aprile 2019    |
| 5  | Affrontare le proprie paure            | Facing Your Fears         | 16 aprile 2019    |
| 6  | Calma sotto pressione                  | Calm Under Pressure       | 16 aprile 2019    |
| 7  | Lava a piede libero!                   | Lava on the Loose!        | 16 aprile 2019    |
| 8  | Tornado Alley!                         | Tornado Alley!            | 16 aprile 2019    |
| 9  | L'iceberg e la fuoriuscita di petrolio | The Iceberg and Oil Spill | 16 aprile 2019    |
| 10 | Billy Blazes si ammala!                | Billy Blazes Gets Sick!   | 16 aprile 2019    |
| 11 | Il labirinto!                          | The Maze!                 | 16 aprile 2019    |
| 12 | Salvataggio nel deserto                | Rescue in the Desert      | 16 aprile 2019    |
| 13 | Imparare a fare amicizia               | Learning to Make Friends  | 16 aprile 2019    |
| 14 | Il riciclaggio è importante!           | Recycling Matters!        | 16 aprile 2019    |